# Harnas
Een harnas is een samenstel van, uit metaal of zwaar leder vervaardigde, het lichaam geheel of grotendeels bedekkende kledingstukken, dat in vroeger tijden door ridders of soldaten werd gedragen bij wijze van pantser. Het principe is hetzelfde als het schild van de schildpad: een harde extra laag die beschermt tegen een dodelijke aanval van de tegenstander.

## Geschiedenis

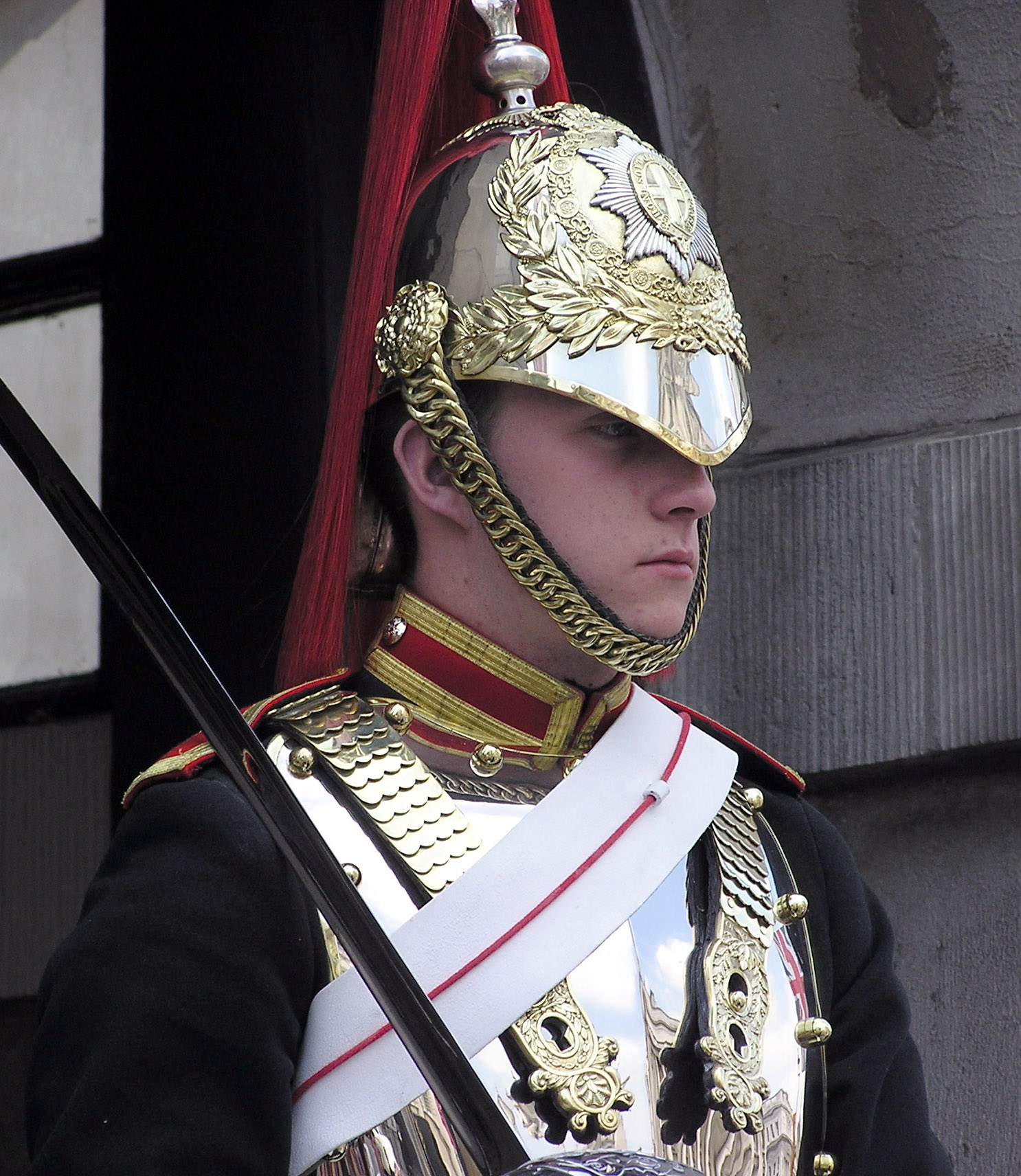
The Blues and the Royals, de lijfwachten van Koningin Elisabeth

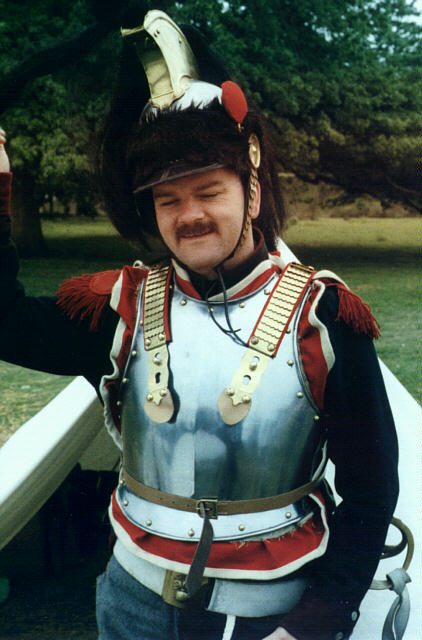
14e regiment kurassiers van de linie 1812

In vroegere tijden bestond het harnas voornamelijk uit metalen ringetjes, de zogenaamde maliënkolder. Deze bood de drager een beperkte bescherming, voornamelijk tegen snijwonden. De maliënkolder is vanaf de Romeinse tijd tot in de 15e eeuw gebruikt. In de 15e eeuw werden er echter alleen onbeschermde delen van de romp mee bedekt (zoals de oksels). Het kleed dat de feodale ridder boven zijn harnas droeg, wordt tabard of tabbaard genoemd.
In de 13e en 14e eeuw was men technisch in staat om op grotere schaal smeedijzeren platen te produceren, waardoor het maken van grote harnasonderdelen, zoals kurassen die borst en rug geheel bedekken, haalbaar werd. Een plaatharnas biedt betere bescherming - ook tegen steek- en slagwapens - en is ook nog eens lichter dan een maliënkolder.
Het harnas werd in principe gemaakt door een smid, die de losse delen op maat van de drager maakte. De kunst was om alles zo soepel mogelijk te smeden met een esthetische toets.
Meestal droegen ridders hun harnas op een paard, wat eenvoudiger was dan zelf ermee te lopen. Het paard zelf kreeg er uiteraard een paar kilogram bij.
Ook voor de soldaat te voet werd het gaandeweg gewoon en betaalbaar om plaatharnassen te dragen.
In de 15e en 16e eeuw kende het harnas een grote bloei. In steden als Augsburg (Duitsland) en Milaan (Italië) werden ze op industriële schaal geproduceerd voor de export.
Men kende er gespecialiseerde onderaannemers zoals de platenmakers ("Plattner") en handschoenenmakers.
Door het strenge gildesysteem in Duitsland konden alleen zij die van leerling tot smid waren opgeklommen het tot zelfstandig harnassmid brengen. Voor elk harnasonderdeel moesten zij een Proeve van Bekwaamheid voorleggen aan de gildemeesters.
Zo kon het wel 14 jaar duren voordat een leerling het tot zelfstandig smid bracht.
In Milaan bestond dit gildesysteem niet en daarom trokken beginnende wapensmeden steeds vaker naar die stad, om er hun geluk te beproeven zonder de vereiste ervaring.
Deze nieuwe generatie smeden zorgde voor een ongekende innovatie in het harnassmeden, en een periode van bloei voor Milaan.
In de 17e eeuw raakten harnassen in onbruik, omdat ze geen bescherming boden tegen vuurwapens en door kruisboog gelanceerde pijlen. Het bleef echter populair om mensen in harnas te portretteren, en er kwamen steeds fijnere en elegantere uitvoeringen.
Militairen te paard en te voet, de zogenaamde kurassiers en musketiers, droegen nog wel vaak een kuras: een stalen borstplaat van 2 tot 3 mm dik die redelijke bescherming bood tegen musketkogels.
In de 19e eeuw bracht Napoleon Bonaparte het kuras weer helemaal terug op het slagveld. In 1812 had hij wel veertien regimenten kurassiers te paard in zijn Grande Armée. Een Engelse waarnemer maakte na de Slag bij Waterloo melding van "het geluid als van hagel op een zinken dak" dat klonk na elk Engels salvo op de aanstormende Franse kurassiersregimenten. In de Eerste Wereldoorlog waren de kurassiers aan beide zijden nog heel even aanwezig, maar al snel werd duidelijk dat zij niet tegen mitrailleurs en snelvuurkanonnen opgewassen waren. Het enige overblijfsel is het Duitse kuras dat door wachtposten en sluipschutters werd gedragen.
Tegenwoordig zijn de meeste harnassen vervangen door het kogelwerend vest, dat comfortabeler is en beter bestand is tegen hedendaagse gevaren. Harnassen worden nog wel gebruikt in sommige componenten van oude legers als onderdeel van het groot parade-uniform. Zo is de Zwitserse Garde van het Vaticaan op kerkelijke feestdagen getooid met een hellebaard en accessoires. Ook de Britse cavalerie is nog getooid in oude uniformen.

## Actualiteit

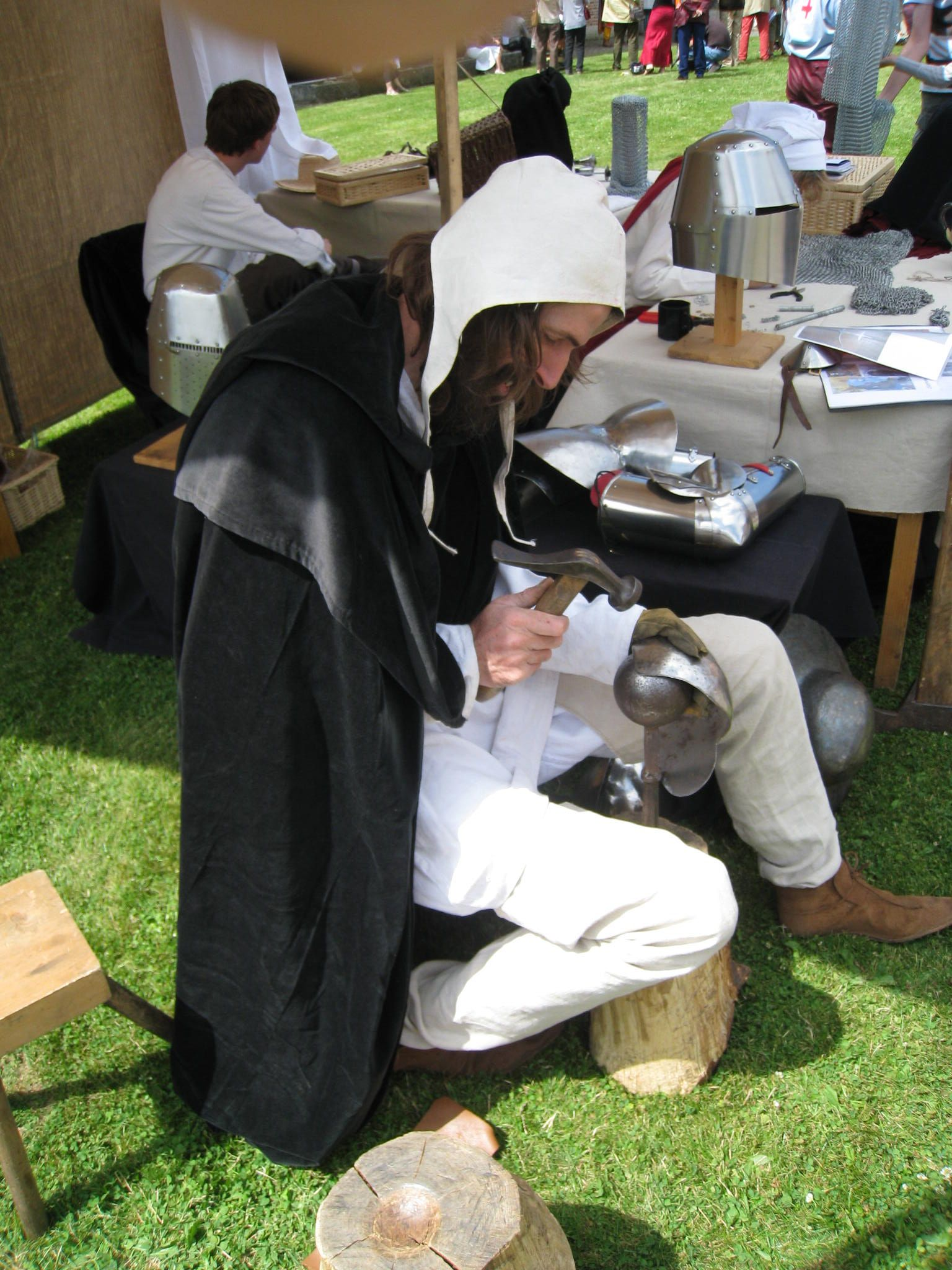
Harnassmid in actie, Alden Biesen, 2008

Door de hernieuwde interesse voor de geschiedenis is het harnas de laatste tien jaar weer in opmars. Leden van diverse "levende geschiedenis" (Living History)-verenigingen uit binnen- en buitenland beoefenen op verschillende niveaus het zwaardvechten, vaak met echte (botte) wapens. Slechts het dragen van goede kwaliteitsharnassen beschermt hen tegen de ernstige verwondingen die men door een klap van een bot zwaard kan oplopen.
Wereldwijd zijn er tegenwoordig zo'n 300 harnassmeden actief. Nederland heeft voor zover bekend vier professionele en enkele amateur-harnassmeden binnen zijn grenzen. In Wallonië is ook een harnassmid actief.
Aan het begin van de 21e eeuw kent de filmwereld ook een heropleving van de middeleeuwse thematiek en dito beeldvorming. Daarbij horen ook omstandige zwaardgevechten met geharnaste acteurs.

## Spreekwoorden met harnas
In het Nederlands komen en verschillende spreekwoorden en gezegden voor waarin harnas in een overdrachtelijke betekenis wordt aangewend. Enkele voorbeelden:
- "In het harnas sterven" betekent heengaan tijdens actieve dienst
- "Iemand in het harnas jagen" betekent iemand boos maken
- "Het harnas aantrekken voor iemand" betekent iemands verdediging op zich nemen
- "In het harnas vliegen (schieten)" betekent toornig worden
- "Iemand het harnas aantrekken" betekent iemand beschermen

## Afbeeldingen

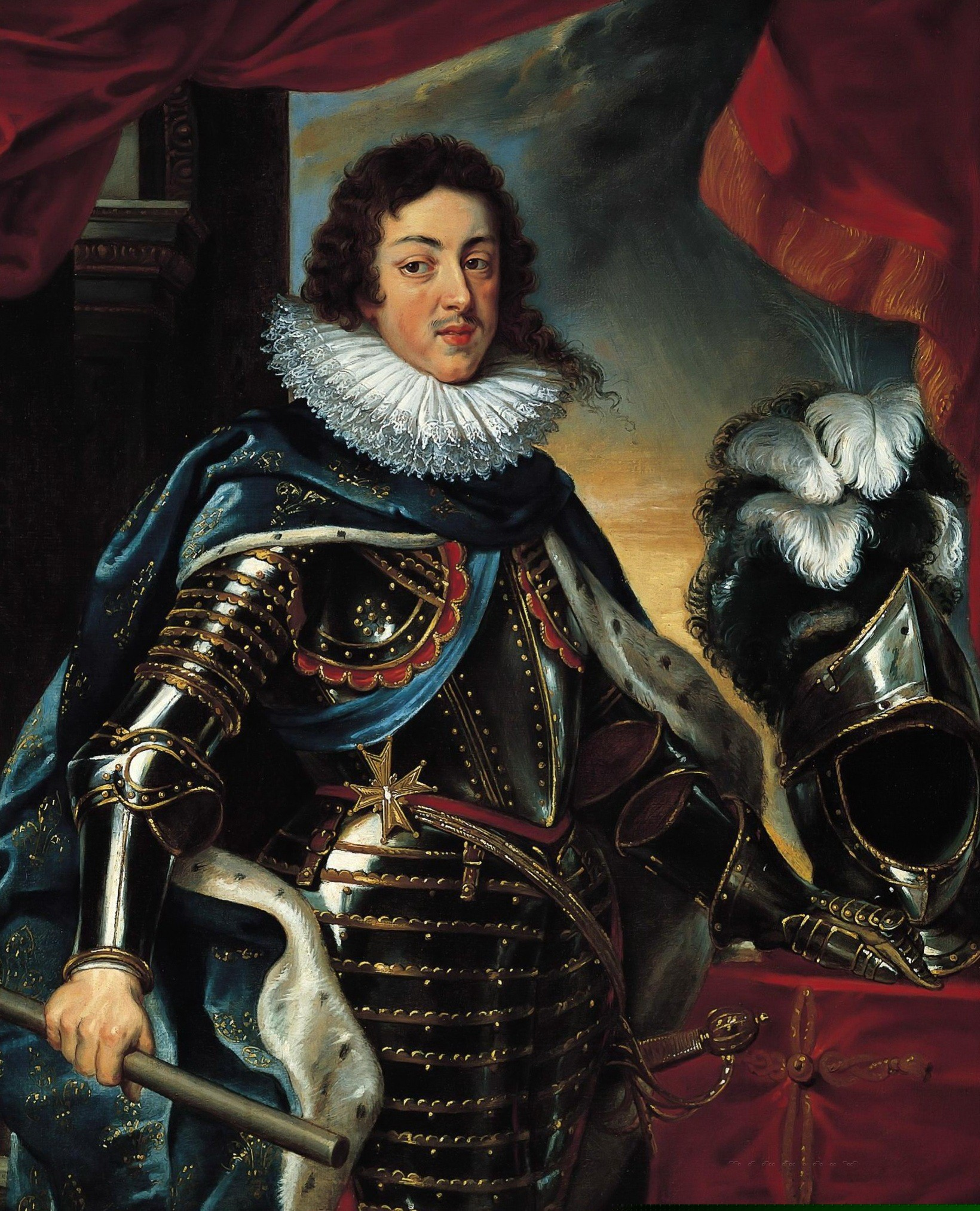
Lodewijk XIII
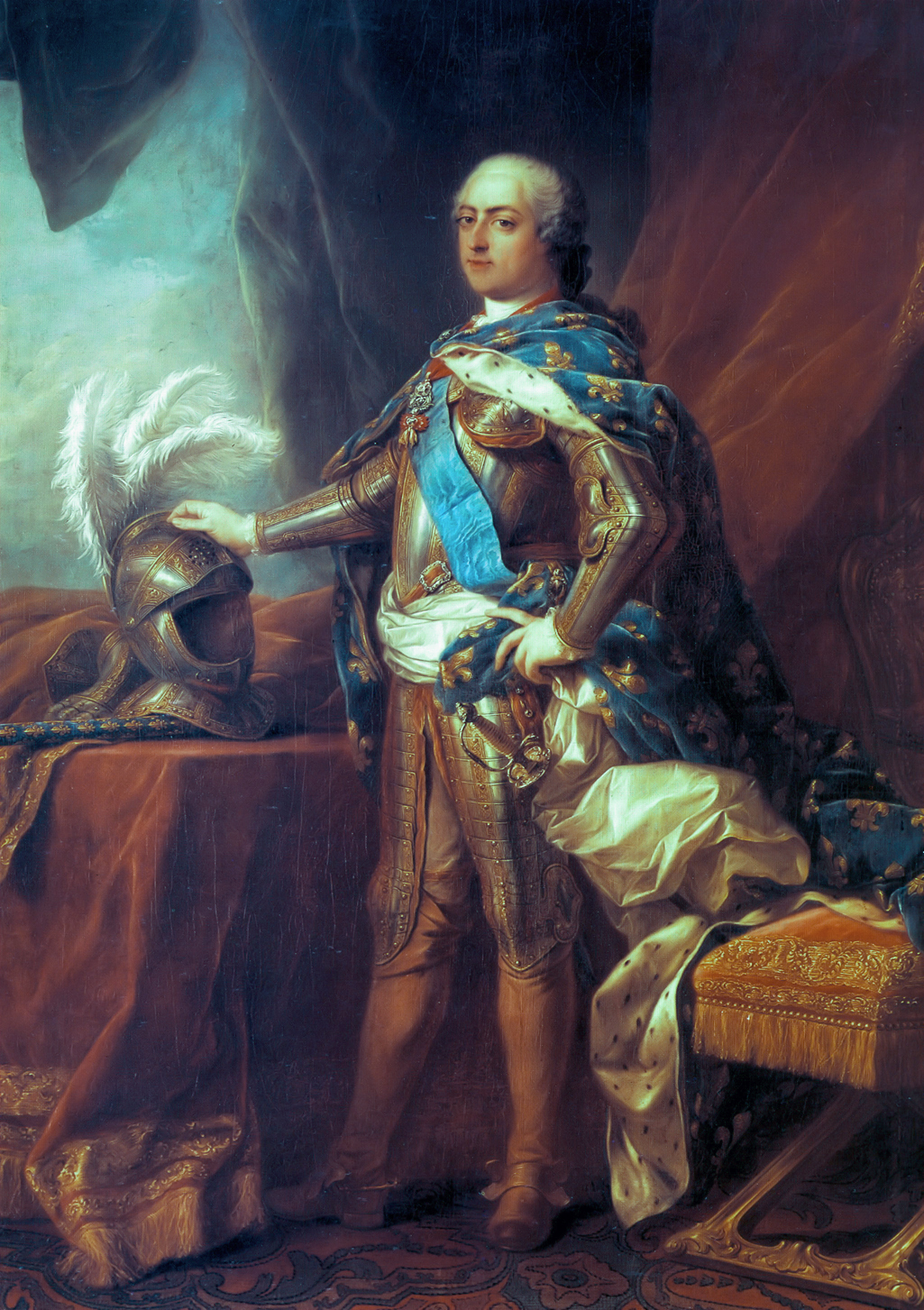
Lodewijk XV
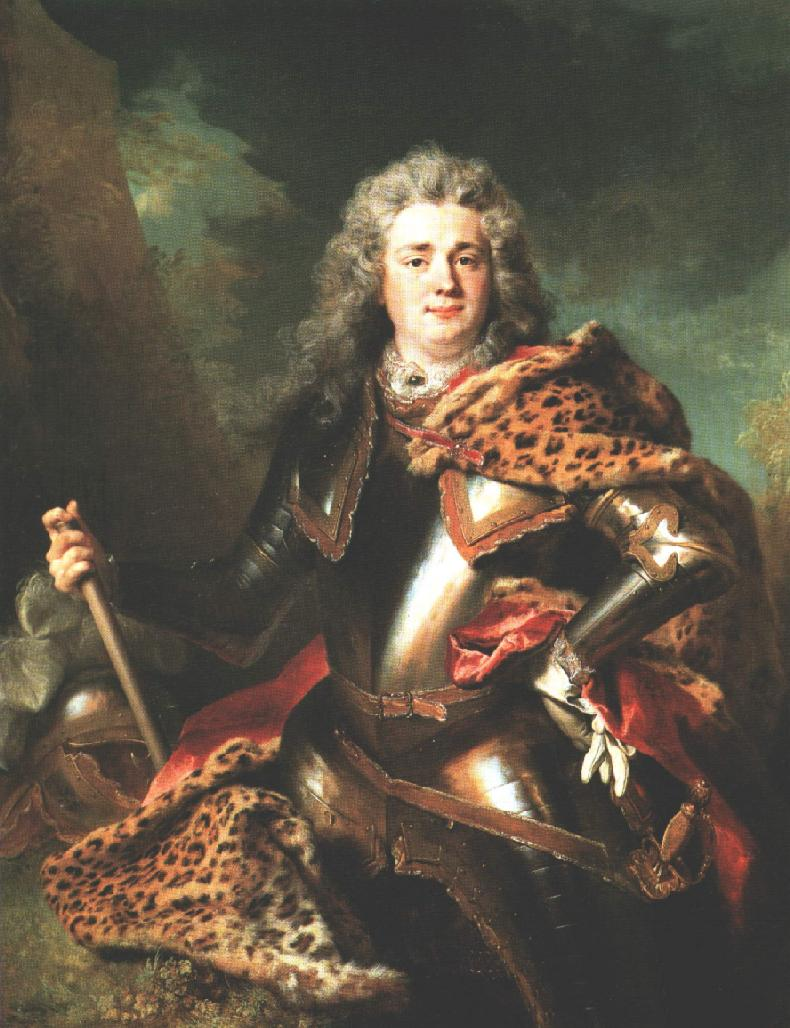
Een Frans harnas uit de 18de eeuw
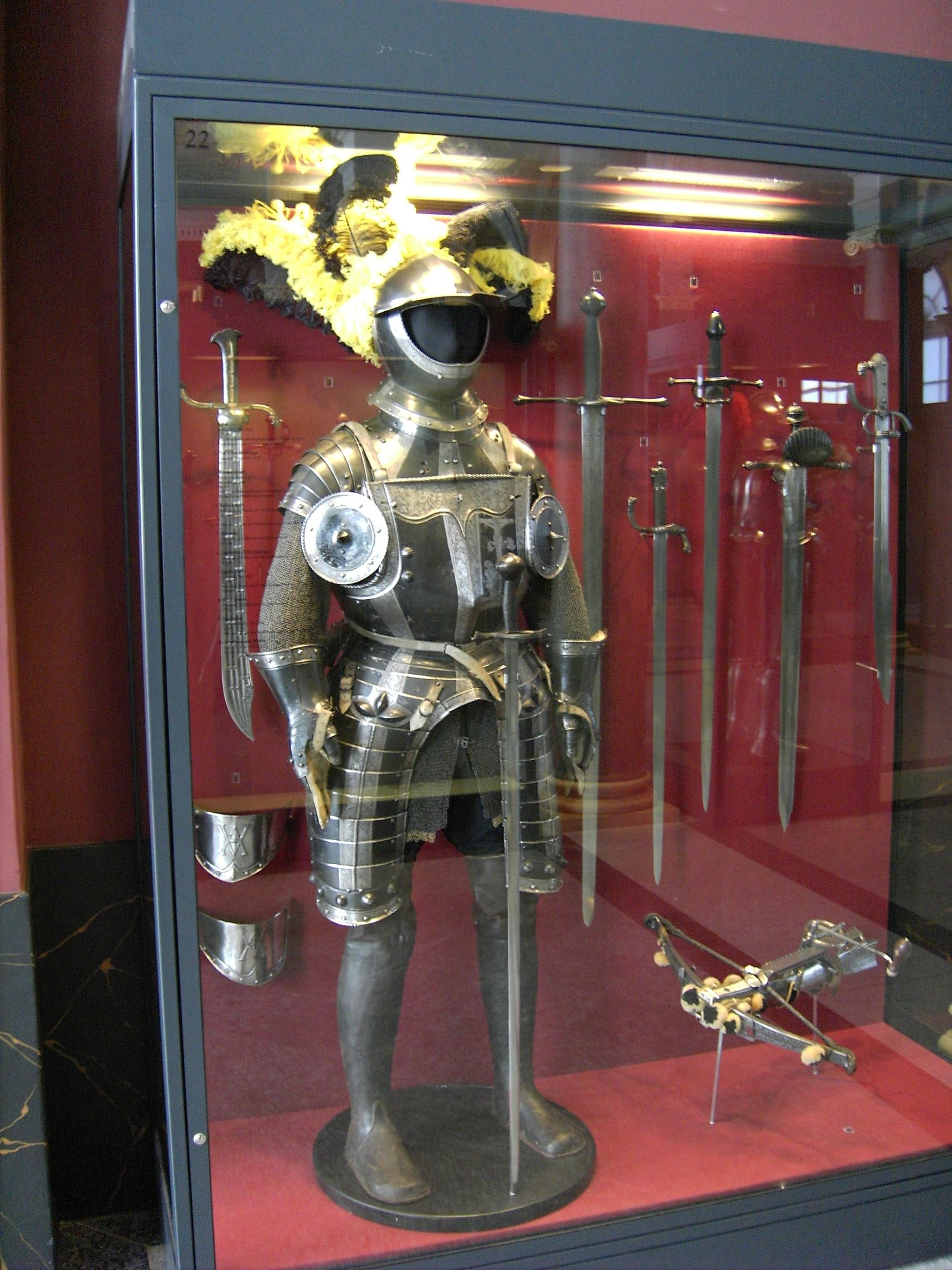
16e of 17e-eeuws harnas in het Zwinger-Museum, Dresden